# Plesio
Plesio es una comune italiana de la provincia de Como, región de Lombardía. Tiene una población estimada, a fines de marzo de 2022, de 818 habitantes.

## Evolución demográfica
| Gráfica de evolución demográfica de Plesio entre 1861 y 2022 |
|                                                              |
| Fuente: ISTAT - Elaboración gráfica de Wikipedia             |